# 赫利博卡多利納 (羅夫諾州)
參數所指定的目標頁面不存在，建議更正成存在頁面或直接建立下列一個頁面（建立前請先搜尋是否有合適的存在頁面可以取代）：
- 赫利博卡多利納

50°21′59″N 25°17′53″E / 50.36639°N 25.29806°E
赫利博卡多利納（羅馬化：Hlyboka Dolyna）是烏克蘭西北部的村莊，隸屬里夫內州的杜布諾區。該村始建於1856年，面積15平方公里，海拔高度235米，2001年人口314，人口密度每平方公里24人。